# Gouvernement Blair I
Royaume-Uni
Major II Blair II
Le gouvernement Blair (1) (en anglais : First Blair ministry) est le 90e gouvernement du Royaume-Uni, au pouvoir entre le 2 mai 1997 et le 8 juin 2001, durant la 52e législature de la Chambre des communes.

## Coalition et historique
Dirigé par le nouveau Premier ministre travailliste Tony Blair, ce gouvernement est constitué et soutenu uniquement par le Parti travailliste (Lab). Seul, il dispose de 419 députés sur 659, soit 63,6 % des sièges de la Chambre des communes.
Il est formé à la suite des élections législatives du 1er mai 1997.
Il succède au second gouvernement du conservateur John Major, au pouvoir depuis novembre 1990, constitué et soutenu par le seul Parti conservateur (Tory).
Au cours du scrutin, les travaillistes remportent une franche victoire sur les conservateurs, accumulant 145 députés de plus qu'en 1992. En conséquence, la reine Élisabeth II appelle le lendemain le chef du Parti travailliste et député de Sedgefield, Tony Blair, à former un nouveau gouvernement. Il constitue alors une équipe de 21 membres, dont cinq femmes. Son principal allié et rival pour la direction du parti, Gordon Brown, est nommé Chancelier de l'Échiquier.
Il organise un remaniement ministériel le 27 juillet 1998, puis en orchestre un second le 11 octobre 1999. Par deux fois, il doit se séparer de son proche conseiller Peter Mandelson, considéré comme un des stratèges de la victoire électorale de 1997 et compromis dans ses affaires financières.
Au cours des élections législatives anticipées du 7 juin 2001, le Parti travailliste ne perd qu'un tout petit nombre de sièges et conserve une nette majorité absolue. En conséquence, Tony Blair constitue son deuxième gouvernement.

## Composition

### Initiale (2 mai 1997)
| Fonction                                                                                 | Titulaire | Titulaire        | Parti        |
| ---------------------------------------------------------------------------------------- | --------- | ---------------- | ------------ |
| Premier ministre Premier lord du Trésor Ministre de la Fonction publique                 |           | Tony Blair       | Travailliste |
| Vice-Premier ministre Secrétaire d'État à l'Environnement, aux Transports et aux Régions |           | John Prescott    | Travailliste |
| Chancelier de l'Échiquier                                                                |           | Gordon Brown     | Travailliste |
| Lord Chancelier                                                                          |           | Derry Irvine     | Travailliste |
| Lord Président du Conseil Leader de la Chambre des communes                              |           | Ann Taylor       | Travailliste |
| Lord du Sceau Privé Leader de la Chambre des lords                                       |           | Ivor Richard     | Travailliste |
| Secrétaire en chef du Trésor                                                             |           | Alistair Darling | Travailliste |
| Ministre du bureau du cabinet Chancelier du duché de Lancastre                           |           | David Clark      | Travailliste |
| Secrétaire d'État aux Affaires étrangères et du Commonwealth                             |           | Robin Cook       | Travailliste |
| Secrétaire d'État à l'Intérieur                                                          |           | Jack Straw       | Travailliste |
| Ministre de l'Agriculture, de la Pêche et de l'Alimentation                              |           | Jack Cunningham  | Travailliste |
| Secrétaire d'État à la Santé                                                             |           | Frank Dobson     | Travailliste |
| Secrétaire d'État à la Défense                                                           |           | George Robertson | Travailliste |
| Secrétaire d'État à la Sécurité sociale Ministre des Femmes                              |           | Harriet Harman   | Travailliste |
| Secrétaire d'État à l'Éducation et à l'Emploi                                            |           | David Blunkett   | Travailliste |
| Secrétaire d'État au Commerce et à l'Industrie Président de la commission du Commerce    |           | Margaret Beckett | Travailliste |
| Secrétaire d'État à la Culture, aux Médias et aux Sports                                 |           | Chris Smith      | Travailliste |
| Secrétaire d'État au Développement international                                         |           | Clare Short      | Travailliste |
| Secrétaire d'État pour l'Irlande du Nord                                                 |           | Mo Mowlam        | Travailliste |
| Secrétaire d'État pour l'Écosse                                                          |           | Donald Dewar     | Travailliste |
| Secrétaire d'État pour le Pays de Galles                                                 |           | Ron Davies       | Travailliste |
| Ministre des Transports                                                                  |           | Gavin Strang     | Travailliste |

### Remaniement du27 juillet 1998
- Les nouveaux ministres sont indiqués en gras, ceux ayant changé d'attributions en italique.

| Fonction                                                                                 | Titulaire | Titulaire                                                                       | Parti        |
| ---------------------------------------------------------------------------------------- | --------- | ------------------------------------------------------------------------------- | ------------ |
| Premier ministre Premier lord du Trésor Ministre de la Fonction publique                 |           | Tony Blair                                                                      | Travailliste |
| Vice-Premier ministre Secrétaire d'État à l'Environnement, aux Transports et aux Régions |           | John Prescott                                                                   | Travailliste |
| Chancelier de l'Échiquier                                                                |           | Gordon Brown                                                                    | Travailliste |
| Lord Chancelier                                                                          |           | Derry Irvine                                                                    | Travailliste |
| Lord Président du Conseil Leader de la Chambre des communes                              |           | Margaret Beckett                                                                | Travailliste |
| Lord du Sceau Privé Leader de la Chambre des lords Ministre des Femmes                   |           | Margaret Jay                                                                    | Travailliste |
| Secrétaire en chef du Trésor                                                             |           | Stephen Byers (jusqu'au 23/12/1998) Alan Milburn                                | Travailliste |
| Ministre du bureau du cabinet Chancelier du duché de Lancastre                           |           | Jack Cunningham                                                                 | Travailliste |
| Chief Whip à la Chambre des communes                                                     |           | Ann Taylor                                                                      | Travailliste |
| Secrétaire d'État aux Affaires étrangères et du Commonwealth                             |           | Robin Cook                                                                      | Travailliste |
| Secrétaire d'État à l'Intérieur                                                          |           | Jack Straw                                                                      | Travailliste |
| Ministre de l'Agriculture, de la Pêche et de l'Alimentation                              |           | Nick Brown                                                                      | Travailliste |
| Secrétaire d'État à la Santé                                                             |           | Frank Dobson                                                                    | Travailliste |
| Secrétaire d'État à la Défense                                                           |           | George Robertson                                                                | Travailliste |
| Secrétaire d'État à la Sécurité sociale                                                  |           | Alistair Darling                                                                | Travailliste |
| Secrétaire d'État à l'Éducation et à l'Emploi                                            |           | David Blunkett                                                                  | Travailliste |
| Secrétaire d'État au Commerce et à l'Industrie                                           |           | Peter Mandelson (jusqu'au 23/12/1998) Stephen Byers                             | Travailliste |
| Secrétaire d'État à la Culture, aux Médias et aux Sports                                 |           | Chris Smith                                                                     | Travailliste |
| Secrétaire d'État au Développement international                                         |           | Clare Short                                                                     | Travailliste |
| Secrétaire d'État pour l'Irlande du Nord                                                 |           | Mo Mowlam                                                                       | Travailliste |
| Secrétaire d'État pour l'Écosse                                                          |           | Donald Dewar (jusqu'au 17/05/1999) John Reid                                    | Travailliste |
| Secrétaire d'État pour le Pays de Galles                                                 |           | Ron Davies (jusqu'au 27/10/1998) Alun Michael (jusqu'au 28/07/1999) Paul Murphy | Travailliste |

### Remaniement du11 octobre 1999
- Les nouveaux ministres sont indiqués en gras, ceux ayant changé d'attributions en italique.

| Fonction                                                                                 | Titulaire | Titulaire                                       | Parti        |
| ---------------------------------------------------------------------------------------- | --------- | ----------------------------------------------- | ------------ |
| Premier ministre Premier lord du Trésor Ministre de la Fonction publique                 |           | Tony Blair                                      | Travailliste |
| Vice-Premier ministre Secrétaire d'État à l'Environnement, aux Transports et aux Régions |           | John Prescott                                   | Travailliste |
| Chancelier de l'Échiquier                                                                |           | Gordon Brown                                    | Travailliste |
| Lord Chancelier                                                                          |           | Derry Irvine                                    | Travailliste |
| Lord Président du Conseil Leader de la Chambre des communes                              |           | Margaret Beckett                                | Travailliste |
| Lord du Sceau Privé Leader de la Chambre des lords Ministre des Femmes                   |           | Margaret Jay                                    | Travailliste |
| Secrétaire en chef du Trésor                                                             |           | Andrew Smith                                    | Travailliste |
| Ministre du bureau du cabinet Chancelier du duché de Lancastre                           |           | Mo Mowlam                                       | Travailliste |
| Chief Whip à la Chambre des communes                                                     |           | Ann Taylor                                      | Travailliste |
| Secrétaire d'État aux Affaires étrangères et du Commonwealth                             |           | Robin Cook                                      | Travailliste |
| Secrétaire d'État à l'Intérieur                                                          |           | Jack Straw                                      | Travailliste |
| Ministre de l'Agriculture, de la Pêche et de l'Alimentation                              |           | Nick Brown                                      | Travailliste |
| Secrétaire d'État à la Santé                                                             |           | Alan Milburn                                    | Travailliste |
| Secrétaire d'État à la Défense                                                           |           | Geoff Hoon                                      | Travailliste |
| Secrétaire d'État à la Sécurité sociale                                                  |           | Alistair Darling                                | Travailliste |
| Secrétaire d'État à l'Éducation et à l'Emploi                                            |           | David Blunkett                                  | Travailliste |
| Secrétaire d'État au Commerce et à l'Industrie                                           |           | Stephen Byers                                   | Travailliste |
| Secrétaire d'État à la Culture, aux Médias et aux Sports                                 |           | Chris Smith                                     | Travailliste |
| Secrétaire d'État au Développement international                                         |           | Clare Short                                     | Travailliste |
| Secrétaire d'État pour l'Irlande du Nord                                                 |           | Peter Mandelson (jusqu'au 24/01/2001) John Reid | Travailliste |
| Secrétaire d'État pour l'Écosse                                                          |           | John Reid (jusqu'au 24/01/2001) Helen Liddell   | Travailliste |
| Secrétaire d'État pour le Pays de Galles                                                 |           | Paul Murphy                                     | Travailliste |